# Madeleine Östlund
Madeleine Östlund (født 10. juli 1992 i Nacka) er en svensk håndboldspiller, der spiller for tyske TuS Metzingen i Handball-Bundesliga Frauen. Hun kom til klubben i 2019. Hun har tidligere spillet for Skuru IK i hjemlandet.
Hun forlængede i maj 2020 sin kontrakt med Viborg HK til sommeren 2021, hvor hun derefter stoppede i klubben.